# 重雷装艦
重雷装艦（じゅうらいそうかん）とは、太平洋戦争中の日本海軍で建造・運用された艦艇である。なおこれらは新規に建造されたものでは無く既存の艦艇を改装したものであり、重雷装艦という名称も日本海軍が実際に使用したが、公的に定められていたわけではない。法令上は、改装された艦艇の本来の呼称（この場合は二等巡洋艦＝軽巡洋艦）がそのまま使用された。

## 概要
太平洋戦争開戦前の日本海軍では、もしアメリカと戦争になった場合太平洋を渡って来るアメリカ艦隊を迎え撃つ為、まず潜水艦と航空機で敵戦力を漸減しその後日本近海において主力である戦艦部隊による艦隊決戦で決着を付けるというシナリオを立てていた。その際、アメリカ海軍やイギリス海軍の造艦計画に対し1936年（昭和11年）5月に昭和天皇の質問に対し、伏見宮博恭王軍令部総長が大和型戦艦と共に上奏したのが、この重雷装艦である。翌年より、日本海軍の作戦計画に組み込まれた。
作戦としては遠距離隠密魚雷戦という戦法を取る。これは艦隊決戦の端緒において、遠距離から魚雷を発射、多数の敵艦艇を沈めた上艦隊そのものを混乱に陥れ（さらに特殊潜航艇甲標的も投入）、主力の戦艦部隊で敵艦隊を撃滅するというものである。
この艦及び作戦が開発されるきっかけとなったのが、酸素魚雷の発明・実用化によるものである。この酸素魚雷は従来の魚雷とは違い20km～30kmという長距離攻撃が可能であり、かつ雷跡が無いという画期的なものであった。重雷装艦は、平時においては通常の軽巡として運用され、有事に際し秘密裡に改造する方針であった。
重雷装艦への改装に抜擢されたのが、球磨型軽巡洋艦である北上、大井、木曾（実際に改装されたのは｢北上｣と｢大井｣のみ）の3隻であった。さらに状況が許せば球磨も重雷装艦に改造予定であった。この4隻が抜擢された理由としては、1.軽巡洋艦としての利便性、2.立案当時でもかなり長い艦歴であった当艦の有効な活用方法、3.早急な改装工事を行う為などが挙げられる。
そして1941年（昭和16年）1月に入って「北上」が佐世保海軍工廠で、「大井」が舞鶴海軍工廠で改装工事が行われ、主砲や副砲の撤去の他艦橋の拡大等々船体自体も大規模な工事が施され、片側だけでも61cmの4連装魚雷発射管が5基20門、両方合わせて10基40門も搭載された（詳しくは下記の艦名の項目参照）。これだけの魚雷攻撃が出来る艦は未だかつて無かったが、直後の太平洋戦争では戦艦や艦隊決戦ではなく空母及び航空機が新たに戦争の主役となり、重雷装艦の活躍する場はもはや無く存在意義は無くなったも同然であった。同年11月17日の昭和天皇裁可により、軽巡2隻（大井、北上）は11月20日付で第九戦隊（司令官岸福治少将）を新編、第一艦隊に編入された。
1942年（昭和17年）1月2日、第九戦隊（大井、北上）は呉に入港した。12日に「大井」（第九戦隊旗艦）を視察した宇垣纏連合艦隊参謀長は『参謀連は只後衛の不足を補はんとす。一理なきに非ざるも、餘は本艦の特質發揮即ち魚雷力の利用価値發揮を主眼として在り、森下同艦長の意見も略同様なり。更に戦隊を分割し、個艦的に異射點射法を畫するも研究すべきなり。』と本型の使用方法について模索している。
改装直後の第九戦隊の初任務は、陸軍第二師団の台湾輸送任務護衛だった。その後も2隻は警戒部隊や、高速輸送艦としての任務に従事した。1943年（昭和18年）3月15日、第九戦隊は解隊された。同年7月1日、2隻は南西方面部隊隷下の第十六戦隊に編入された。1944年（昭和19年）1月27日、「北上」は潜水艦の雷撃で大破し、シンガポールで長期の修理を余儀なくされた。
同年7月16日、南西方面艦隊司令部移転任務に従事していた「大井」が潜水艦フラッシャーに撃沈された。「北上」はシンガポールとマニラで修理を行いつつ内地へ向かい、8月14日に佐世保到着、佐世保海軍工廠で修理と回天搭載工事をおこなった。同年11月上旬、レイテ沖海戦で大破した重巡洋艦「青葉」が内海西部に帰投し、第十六戦隊司令官左近允尚正少将は11月11日から15日にかけて「北上」を旗艦とした。11月15日、第十六戦隊は解隊された。
1945年（昭和20年）4月以降、「北上」は本土決戦を前提とした水上艦部隊である海上挺進部隊に編入された。松型駆逐艦や峯風型駆逐艦、第一号型輸送艦は、人間魚雷回天を通常1～2基搭載するのが限界であった。同部隊の中で最大であった「北上」は、人間魚雷回天を8基搭載する「回天母艦」であった。
終戦直前の呉軍港空襲で大破し航行不能となるも、戦後は工作艦として復員支援を行った後に解体された。

## 重雷装艦に改装された艦艇
- 北上
- 大井
- 木曾（計画のみ、未改装）
- 球磨（計画のみ、未改装）[10]

## 類似したコンセプトの艦艇
19世紀末から20世紀初頭にかけて、水雷巡洋艦という艦種が存在した。名前の通り、魚雷を主武装とする巡洋艦である。しかしながらこれは駆逐艦が登場する以前の過渡期の存在であり、艦の性格としてこれと競合する事になり、他艦種に吸収されるなどして、消滅した。
日露戦争後に魚雷の射程が大幅に伸びて当時考えられていた砲戦距離とほとんど等しい射程を魚雷が得たため、高速で敵艦隊に接近して魚雷を発射、敵艦隊の交戦能力を大幅に下げた後に主力の戦艦部隊で敵艦隊を撃滅するという、重雷装艦と似たコンセプトの艦艇が考えられた。
ドイツ帝国海軍は排水量が20,000トン程度、片舷12基、計24基の水中魚雷発射管で武装した「水雷戦艦」とも言うべき物を、アメリカ海軍はほとんど同じ排水量で片舷8基、計16基の水中魚雷発射管で武装した物を計画したが、魚雷を発射する前に砲撃で撃破されると言う結果が図上演習で出たため中止となった。
ロシア帝国海軍でも排水量が23,000トン程度、最大速力は28ノット、片舷42基、計84基の水中魚雷発射管で武装した物を計画しバルト海艦隊司令長官のニコライ・フォン・エッセン中将も劣勢なバルト海艦隊でドイツ艦隊を撃破するためには水雷戦艦が必要であるとしてこの案を支持したが、そもそも肝心の主力である戦艦部隊が質、量ともに不足しているため廃案となった。